# Automolius opaculus
Automolius opaculus är en skalbaggsart som beskrevs av Blackburn 1906. Automolius opaculus ingår i släktet Automolius och familjen Melolonthidae. Inga underarter finns listade.